# Сила и слава
«Сила и слава» (англ. The Power and the Glory) (1940) — роман Грэма Грина, признанный классикой мировой литературы.

## Сюжет
Действие книги происходит в период жестоких гонений на католическую церковь в послереволюционной Мексике 1920-х годов. Главный герой романа — «пьющий падре» — католический священник, который вопреки приказу властей под страхом расстрела без суда и следствия продолжает ходить по глухим деревням (в одной из них живёт его женщина с его ребёнком), служить мессы, крестить, исповедовать и причащать своих прихожан. При этом он, некогда благополучный, заурядный, в меру добродетельный священник, от одиночества и отчаяния стал пьющим и вообще может производить впечатление человека неблагочестивого. Таким образом, читатель видит парадоксальное сочетание личной духовной слабости с упорным устремлением к святости, которое проявляется в служении. Преследуемый военными, священник переходит через горный хребет в соседний штат, где за нелегальные мессы местные законы предусматривают не расстрел, а всего лишь штраф. Его селит у себя влиятельный и богатый покровитель, который предлагает священнику остаться и безбоязненно служить в местной церкви, где как раз нет настоятеля. Священник отказывается, понемногу восстанавливается от голода и обморожений, а затем, получив известие, что умирающий в горах желает причаститься, отправляется исполнить свой долг, попадает в засаду и оказывается под арестом. Впоследствии его казнят. В финальной сцене романа на конспиративной квартире, где прежде бывал главный герой повествования, среди ночи появляется новый священник.

## Идеи
Конфликт между земными и небесными ценностями в «Силе и славе» разворачивается не только в душе священника, но и между двумя людьми, вырастая до уровня идеологического, философского. С одной стороны мы видим безымянного «пьющего падре», человека жалкого и немощного во многих отношениях, но он вырастает в героическую фигуру, ибо верит, что является «рукой Божией». С другой — безымянного же лейтенанта полиции, куда более нравственно безупречного, представляющего идеи социальной справедливости и прогресса, перед которым, кстати, стоит задача «уничтожить последнего священника в штате». И этот образ тоже по-своему героический. Диалог, точнее, спор полицейского и священника на протяжении всего романа ведётся «заочно», но в конце автор сводит героев, и в их последнем разговоре не оказывается правых и неправых.

## Экранизации
Роман был экранизирован режиссёром Джоном Фордом в 1947 году под названием «Беглец».

## Издания на русском языке
- Грэм Грин. Сила и слава / Пер. с англ. Н. Волжиной // Собрание сочинений в шести томах: Т. 2. — М.: Художественная литература, 1993. — С. 7—212. — 115 000 экз. — ISBN 5-280-01743-4.
- Грэм Грин. Сила и слава / Пер. с англ. А. Меня. — М.: Путь, 1995. — 238 с. — 5000 экз. — ISBN 5-86748-020-8.